# Staffan Wrigstad
Per Staffan Wrigstad, född 3 maj 1941 i Uppsala domkyrkoförsamling, är en svensk civilekonom, diplomat och ambassadör. Han är son till Expressens förra chefredaktör Per Wrigstad.
Wrigstad anställdes vid Utrikesdepartementet 1968 och har tjänstgjort bland annat i Lima, vid Sveriges FN-representation i New York och i Ottawa. Han var stationerad i Santiago de Chile 1987–1992, från 1990 som ambassadör. Därefter var han departementsråd på politiska avdelningen på UD 1992–1994, ambassadör i Guatemala 1994–2000 (sidoackrediterad i San Salvador, Tegucigalpa och Belmopan), chef för UD:s Amerikaenhet 2000–2002 och ambassadör i Rom 2002–2006, jämväl i Tirana. 